# Préfecture de Kanagawa
Pour les articles homonymes, voir Kanagawa (homonymie).
Kanagawa (神奈川県, Kanagawa-ken) est une préfecture du Japon située au centre-est de l'île Honshū.

## Géographie
La préfecture est divisée en villes et districts. La capitale de la préfecture de Kanagawa est la ville de Yokohama, qui est subdivisée en 18 arrondissements. La préfecture de Kanagawa est bordée des préfectures de Tokyo au nord, Yamanashi à l'ouest et Shizuoka au sud-ouest.
La zone côtière est appelée Shōnan et est baignée par la baie de Sagami. Elle forme au sud-est une péninsule appelée péninsule de Miura.

### Villes
Liste des 19 villes de la préfecture de Kanagawa, ainsi que de leurs arrondissements (区, ku).
| - Atsugi - Ayase - Chigasaki - Ebina - Fujisawa - Hadano - Hiratsuka - Isehara - Kamakura - Kawasaki : - Asao-ku - Kawasaki-ku - Miyamae-ku - Nakahara-ku - Saiwai-ku - Takatsu-ku - Tama-ku - Minamiashigara - Miura - Odawara - Sagamihara : - Midori-ku - Chūō-ku - Minami-ku | - Yamato - Yokohama : - Aoba-ku - Asahi-ku - Hodogaya-ku - Isogo-ku - Izumi-ku - Kanagawa-ku - Kanazawa-ku - Kōhoku-ku - Kōnan-ku - Midori-ku - Minami-ku - Naka-ku - Nishi-ku - Sakae-ku - Seya-ku - Totsuka-ku - Tsuzuki-ku - Tsurumi-ku - Yokosuka - Zama - Zushi |

### Districts
Liste des six districts de la préfecture de Kanagawa, ainsi que de leurs treize bourgs et unique village.
| - District d'Aikō - Aikawa - Kiyokawa (village) - District d'Ashigarakami - Kaisei - Matsuda - Nakai - Oi - Yamakita | - District d'Ashigarashimo - Hakone - Manazuru - Yugawara - District de Kōza - Samukawa - District de Miura - Hayama | - District de Naka - Ninomiya - Ōiso |

## Politique

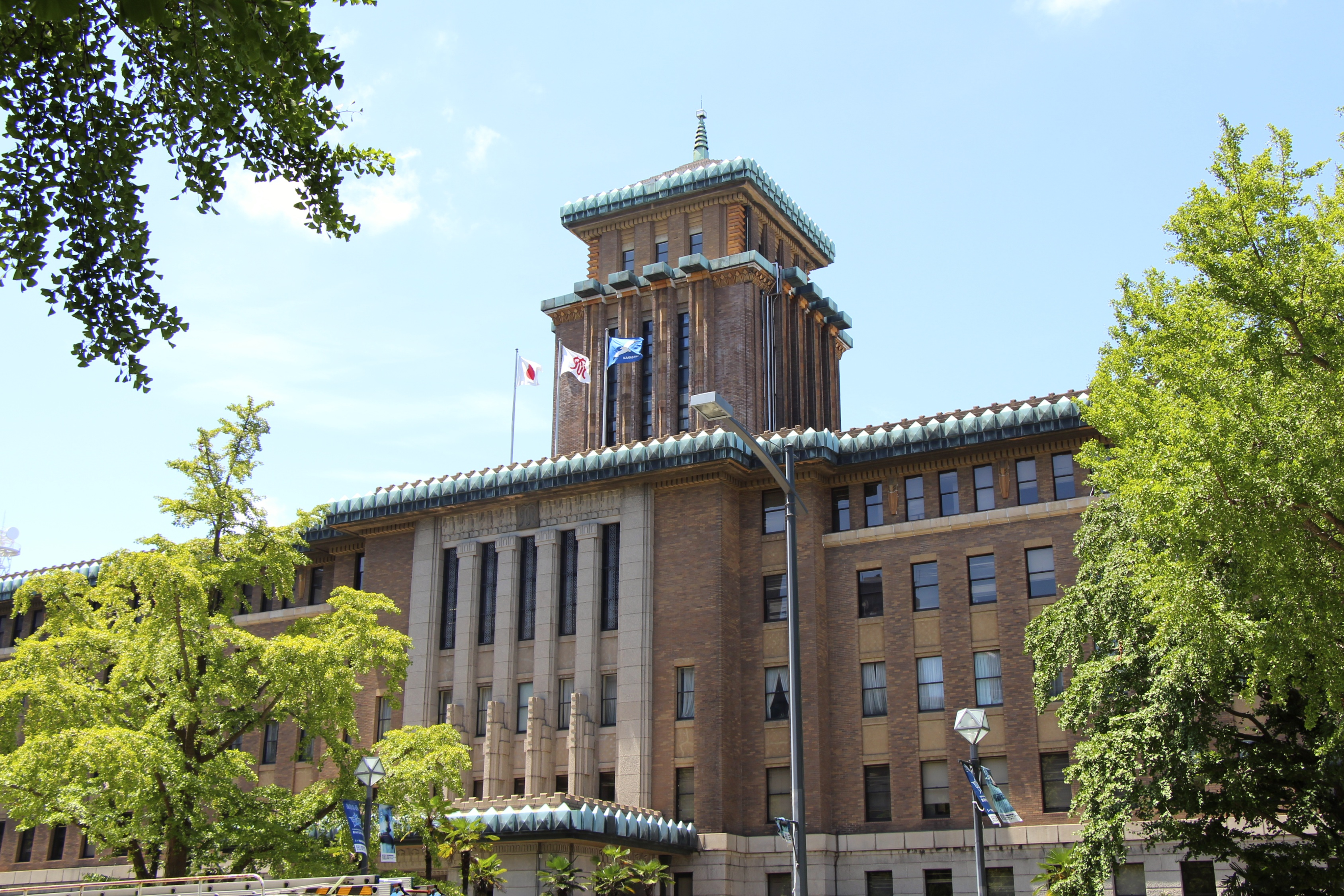
Le bâtiment de la préfecture de Kanagawa

## Jumelages
La préfecture de Kanagawa est jumelée avec les États et provinces suivants :
- Liaoning (Chine) depuis le 12 mai 1983 ;
- Gyeonggi-do (Corée du Sud) depuis le 24 avril 1990 ;
- Bade-Wurtemberg (Allemagne) depuis le 24 novembre 1989 ;
- Maryland (États-Unis) depuis le 23 avril 1981.